# زوران فويوفيتش (لاعب كرة قدم)
زوران فويوفيتش هو لاعب كرة قدم صربي في مركز الوسط، ولد في 25 فبراير 1986 في كراغوييفاتس في صربيا. لعب مع نادي بارتيزان ونادي ميتالورغ سكوبيه.

## وصلات خارجية
- زوران فويوفيتش (لاعب كرة قدم) على موقع اتحاد النرويج (النرويجية)
- زوران فويوفيتش (لاعب كرة قدم) على موقع قاعدة بيانات كرة القدم.إي يو (الإنجليزية)
- زوران فويوفيتش (لاعب كرة قدم) على موقع Soccerway.com (الإنجليزية)
- زوران فويوفيتش (لاعب كرة قدم) على موقع عالم كرة القدم.نت (الإنجليزية)